# أرتور دافتيان
أرتور دافتيان (أرميني: Արթուր Դավթյան ، من مواليد 8 أغسطس 1992) لاعب جمباز أرميني وهو عضو في منتخب أرمينيا للجمباز. دافتيان هو صاحب الميدالية البرونزية في حدث القفز للرجال في دورة الألعاب الأولمبية الصيفية 2020، الحاصل على الميدالية الذهبية في بطولة العالم في القفز للرجال ، وبطل أوروبا للشباب ، والميدالية الفضية في كأس العالم والأولمبياد.

## روابط خارجية
- أرتور دافتيان في الاتحاد الدولي للجمباز

- Artur Davtyan  على موقع SportsReference  - سبورتس رفرنس